# Michelangelo Antonioni

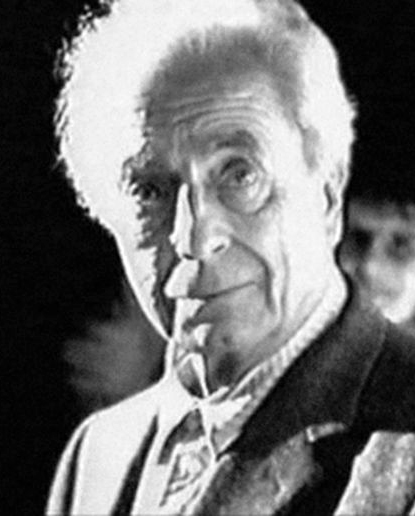
Michelangelo Antonioni, 1995.

Michelangelo Antonioni, född 29 september 1912 i Ferrara, Emilia-Romagna, död 30 juli 2007 i Rom, var en italiensk modernistisk filmregissör, vars filmer generellt anses vara bland de mest inflytelserika inom filmestetik.

## Biografi

### Uppväxt
Michelangelo Antonioni föddes i Ferrara, Emilia Romagna, i norra Italien. Hans föräldrar var välbärgade borgerliga jordägare, och han beskrev själv sin barndom som lycklig. Antonioni tog examen i ekonomi vid universitetet i Bologna, men bestämde sig några år därefter att göra karriär inom filmvärlden, och flyttade till Rom där han började skriva för tidskriften Cinema samt studera några månader på en filmskola. På 40-talet skrev han sitt första filmmanus tillsammans med Roberto Rossellini, och började arbeta som regiassistent. Efter några halvdokumentära neorealistiska kortfilmer, men även den helt dokumentära La Villa dei Mostri (1950), om den ytterst ovanliga skulpturträdgården Sacro Bosco, debuterade Antonioni 1950 som regissör med Cronaca di un amore. Det var en lågmäld thriller som visade ett tydligt brott med neorealismen, och som visade att han var en talang att räkna med.

### Karriär
Efter debuten togs hans tid till största delen upp av filmproduktion. Le Amiche från 1955 brukar räknas som nästa milstolpe i hans karriär, där han utvecklade några av sina kännetecken: det långsamma tempot, och den okonventionella berättartekniken med till synes osammanhängande händelser. Han utvecklade stilen vidare i Äventyret (L'avventura, 1960) som fick internationell uppmärksamhet, och blev den första delen i en stilistisk trilogi, tillsammans med La notte (Natten) (1961) och L'eclisse (Feber) (1962). Il deserto rosso (1964) blev hans första färgfilm, och anses av vissa tematiskt tillhöra den föregående trilogin, inte minst kanske på grund av att denna liksom de föregående tre filmerna hade Monica Vitti i den kvinnliga huvudrollen, vars skönhet och mystiska, nerviga utstrålning bidrog till internationell uppmärksamhet för filmerna.
Efter att fått kontrakt för MGM gjorde Antonioni tre engelskspråkiga långfilmer. Den första, Blow-up – förstoringen från 1966 med Vanessa Redgrave i en av huvudrollerna, utspelades i dåtidens Swinging London och blev en succé. Den andra, Zabriskie Point (1970), skildrade Amerikas motkultur, men floppade både hos publik och kritiker, mycket på grund av de oerfarna skådespelarnas undermåliga insatser. Med den tredje, The Passenger (Yrke: Reporter) från 1975 med Jack Nicholson i huvudrollen, återfick Antonioni kritikernas beröm, men publiken svek även denna.
1972 blev Antonioni inbjuden av Kinas regering att besöka landet i efterdyningarna av kulturrevolutionen. Besöket resulterade i dokumentären Chung Kuo/Cina, som fördömdes av kinesiska myndigheter som "kinesiskfientlig" och "antikommunistisk".
Antonioni regisserade några långfilmer och dokumentärer efter detta, men ingen av dessa fick någon större internationell uppmärksamhet.
1985 drabbades Antonioni av en stroke, vilket gjorde honom delvis förlamad och medförde starkt nedsatt talförmåga. Han fortsatte emellertid att göra film, bland annat Al di là delle nuvole (Beyond the clouds) från 1995 som han regisserade tillsammans med Wim Wenders.
Han mottog Lifetime Achievement Academy Award vid Oscarsgalan 1996.

### Död
Antonioni dog 30 juli 2007 i Rom, samma dag som Ingmar Bergman dog, och begravdes i sin hemstad Ferrara.

## Teman och stil
Antonioni har beskrivits som en "postreligiös och existensialistisk intellektuell", och föredrog karaktärsstudier och metaforiska händelser framför "realistiskt" berättande. Återkommande teman är rastlöshet, leda, klass och sociala problem, tid och verklighetsuppfattning, samt oförmåga att kommunicera. I en intervju från 1969 svarar Antonioni på frågan om han vill kritisera det moderna industrisamhället med sina filmer, där människan tycks dränkas i teknologiskt buller, och karaktärerna så ofta lider av oro och tristess och har uppenbara svårigheter att förstå varandra; att han älskar teknologi (inte minst på grund av dess estetiska kvalitéer), men att den moderna människan inte är anpassad för att leva i det samhälle hon skapat. Angående det återkommande temat om misslyckad kommunikation svarade han att han tycker att folk pratar för mycket, att de använder för många ord och använder dem på fel sätt; och att han spår en framtid där man pratar mindre och på ett mer kärnfullt sätt.
Den introverta och estetiserande stilen i hans filmer från och med Le amiche var en reaktion mot efterkrigstidens neorealisters upphöjande av den opolerade verkligheten som ideal. Han byggde aldrig sina filmer kring en traditionell intrig eller karaktärsanalys, utan snarare blev det visuella hans främsta verktyg för att föra fram sitt budskap. Antonionis filmer karaktäriseras av sin sparsamma handling och dialog, långa tagningar (som exempelvis det tio minuter långa klippet i The Passenger), och medelavståndet i fotot (någonstans mellan närbild och vidvinkel) vilket gav möjlighet till tämligen komplexa och detaljerade kompositioner. Personerna i filmerna är ofta uppslukade i sitt inre, oförmögna att kommunicera sina känslor, medan Antonioni låter omgivningarna återspegla deras inre liv. Han använde ofta karaktärerna som rörliga element i visuellt utstuderade kompositioner, mättade med stämningar och atmosfärer. Kännetecknande miljöer är Norditaliens sköna, stilla slätter som utgör bakgrunden för de flesta av hans italienskspråkiga filmer, men även skönheten i det industriella landskapet (exempelvis i Il deserto rosso).

## Filmografi (endast långfilmer)
- 1950 – En kärlekskrönika (Cronaca di un amore)
- 1952 – I vinti
- 1953 – Damen utan kamelior (La signora senza camelie)
- 1955 – Väninnorna (Le amiche)
- 1957 – Skriet (Il grido)
- 1960 – Äventyret (L'avventura)
- 1961 – Natten (La notte)
- 1962 – Feber (L'eclisse)
- 1964 – Den röda öknen (Il deserto rosso)
- 1966 – Blow-up – förstoringen (Blowup)
- 1970 – Zabriskie Point
- 1972 – Antonionis Kina (ChungKuo, dokumentär)
- 1975 – Yrke: Reporter (Professione: reporter)
- 1981 – Mysteriet på Oberwald (Il mistero di Oberwald)
- 1982 – Identifikation av en kvinna (Identificazione di una donna)
- 1995 – Bortom molnen (Al di là delle nuvole, regisserad tillsammans med Wim Wenders)